# Per Agne Erkelius
Per Agne Erkelius (Torsåker, 1935 – 25 februari 2010) was een Zweeds schrijver. Erkelius was tot 1973 leraar aan de middelbare school van Storvik. Nadien werd hij voltijds schrijver. Naast romans schreef hij stukken voor radio, televisie en kranten.